# Bamboutos
Departament Bamboutos – departament w Regionie Zachodnim w Kamerunie ze stolicą w Mbouda. Na powierzchni 1 173 km² żyje około 318,8 tys. mieszkańców.